# 위저 (프로게이머)
위저(본명: 최의석, 1998년 11월 29일 ~ )는 대한민국의 리그 오브 레전드 프로게이머로 아이디는 Wizer이다. 포지션은 탑 라이너이다. 현재 카붐! e스포츠 소속이다.

## 선수 생활
2018년 11월 25일 팀 배틀코믹스에 입단하면서 프로 커리어를 시작했다. 2018 LoL KeSPA컵에서 주전 탑 라이너로 출전했다. 스프링 시즌에는 서밋에게 밀려 출전하지 못했다.
2019년 5월, 카붐! e스포츠로 임대 이적했다. 카붐에서는 좋은 모습을 보여주었다.
2020시즌을 앞두고 하이프레시 블레이드로 이적했다.
2021시즌을 앞두고 카붐! e스포츠에 입단했다.

## 소속팀
| # | 팀명                | 소속 기간             | 소속 리그 | 비고 |
| - | ------------------- | --------------------- | --------- | ---- |
| 1 | 샌드박스 게이밍     | 2018.11.25~2019.11.21 | LCK       |      |
| 2 | 카붐! e스포츠       | 2019.05.23~2019.09.20 | CBLOL     |      |
| 3 | 하이프레시 블레이드 | 2019.11.22~2020.11.03 | CK        |      |
| 4 | 카붐! e스포츠       | 2020.12.11~           | CBLOL     |      |